# Platy & Puss - de flyvende egern
|  | Denne artikel er oprettet af botten Steenthbot ud fra en ekstern database. Den kan derfor have sproglige fejl eller mangler. Denne skabelon kan fjernes efter kontrol af indholdet. |

Platy & Puss - de flyvende egern er en dansk animationsfilm fra 2017 instrueret af Stefan Fjeldmark.

## Handling
Næbdyret Platy er vokset op i Zoo og han kender slet ikke verden omkring sig. Det lykkedes Platy at stikke af, og snart møder han pigekatten Pus. De kommer i karambolage med nogle bandekatte, og må snart flygte fra København. Ved et uheld ender de to i Finland. Her møder de det cool flyveegern Teppo og hans to tossede brødre, som med Go Pro kamera på hovederne sky diver. Pus elsker eventyr, og hun er mere opsat på at prøve en flyvetur end at rejse videre med Platy. Pus kommer aldrig til at flyve med de vilde flyveegern, til gengæld lærer hun, at hun savner Platy når han ikke er der, og Platy ender med at redde dagen for dem begge, da han ud af en plastikpose laver sky diving suits til dem begge.